# Кузяево (Костромская область)
Кузяево — деревня в Расловском сельском поселении Судиславского района Костромской области России.

## История
Согласно Спискам населенных мест Российской империи в 1872 году деревня относилась к 2 стану Костромского уезда Костромской губернии. В ней числилось 14 дворов, проживало 35 мужчин и 47 женщин.
Согласно переписи населения 1897 года в деревне проживало 80 человек (35 мужчин и 45 женщин).
Согласно Списку населенных мест Костромской губернии в 1907 году деревня относилась к Апраксинской волости Костромского уезда Костромской губернии. По сведениям волостного правления за 1907 год в ней числилось 21 крестьянский двор, проживало 105 жителей. Основным занятием жителей деревни, помимо земледелия, был извоз.
До муниципальной реформы 2010 года деревня входила в состав Калинковского сельского поселения Судиславского района.

## Население
| 1877 | 1897 | 1907 | 2008 | 2010 | 2014 |
| ---- | ---- | ---- | ---- | ---- | ---- |
| 82   | ↘80  | ↗105 | ↘3   | ↗4   | ↗6   |